# The Devil Is a Part-Timer!
The Devil Is a Part-Timer! (яп. はたらく魔王さま! Хатараку Мао:-сама, «Сатана на подработке») — японская серия ранобэ, написанная Сатоси Вагахарой с иллюстрациями Онику (записывается как 029). ASCII Media Works опубликовала первый том в феврале 2011 года. Аниме-адаптация, работа над которой была доверена студии White Fox и режиссёру Наото Хосоде, начала транслироваться 4 апреля 2013 года.

## Сюжет
В центре сюжета король демонов по имени Мао, который собирался покорить весь мир, но потерпел поражение от героя Эмилии и сбежал в параллельный мир, в котором он оказался в современном Токио. Теперь королю демонов придётся работать на неполную ставку в ресторане фаст-фуда. Где позже он познакомится с Тихо, которая влюбится в него. Также она узнаёт о его прошлом и о прошлом Эмилии, и будет сопровождать их на протяжении дальнейших приключений.

## Персонажи
Садао Мао (яп. 真奥 貞夫 Мао: Садао) / Сатан Джейкоб (яп. サタン・ジャコブ Сатан Дзякобу) — Король демонов из параллельного мира Энте Исла. Пытался полностью захватить свой мир, но потерпел поражение и вынужден был бежать в наш мир. Так как в нашем мире магии очень мало, то и он, и его генерал Альсиэль превратились в людей. Устроился на работу в МагРональдс (изменённый в аниме бренд Макдоналдса) бригадиром ресторана, в качестве которого очень преуспел и стал помощником менеджера. Оценил прелести Земного мира и теперь не стремится в нём посеять смерть и разрушения. Иногда возвращает себе силу, но всю использует её в благих целях, например, для восстановления разрушений и стирания памяти людей о произошедшем. Постоянно заявляет Эмилии, что захватит этот мир. Потерял родителей в детстве, но был спасён ангелом. Имя Садао Мао является производным от слов Садао (яп. 貞夫, «Благородный мужчина») и Мао (яп. 魔王 Мао:, «Король демонов»).
Сэйю: Рёта Осака
Эми Юса (яп. 遊佐 恵美 Юса Эми) / Эмилия Юстина (яп. エミリア・ユスティーナ Эмириа Юсути:на) — также известна как Герой. Девушка с ярко-красными волосами. В Энте Исла была главным противником Мао, именно из-за неё он потерпел поражение и сбежал. Эмилия последовала за ним и тоже потеряла магию. Устроилась на работу в Call-центр. Эмилия очень вспыльчиво реагирует на всё, что касается Мао, ненавидит его за то, что он якобы виновен в смерти её отца и уничтожении их дома. Особенно её раздражают его постоянные обещания захватить мир. Полукровка, её отец — обычный человек, мать — ангел. Церковь Энте Исла забрала её у отца, воспитала и обучила. В нашем мире она всё чаще замечает, как меняется Мао, что вводит Эми в крайнее замешательство, так как она не понимает мотивов хороших поступков Мао. Обладает магической техникой «Святой меч», во время проведения которой её волосы становятся серебряными. Комплексует по поводу своей маленькой груди.
Сэйю: Ёко Хикаса
Тихо Сасаки (яп. 佐々木 千穂 Сасаки Тихо) — ученица школы. Подрабатывает в том же кафе, что и Мао, влюблена в него. Слишком доверчивая. Имеет большой размер груди. Дружелюбна, часто ревнует Мао к другим девушкам. Её отец работает в полиции, а семья имеет огромное хозяйство в Нагано. Занимается стрельбой из лука.
Сэйю: Нао Тояма
Сиро Асия (яп. 芦屋 四郎 Асия Сиро:) / Альсиэль (яп. アルシエル Арусиэру) — парень с серебряными волосами до плеч. Самый верный из генералов Короля демонов и единственный, кто не потерпел военное поражение перед побегом из Энте Исла, бежал в наш мир вместе с ним. Поселившись вместе с Мао на съёмной квартире, превратился в типичную домохозяйку: носит фартук, постоянно что-то готовит, планирует расходы, воспитывает Мао.
Сэйю: Юки Оно
Хандзо Урусихара (яп. 漆原 半蔵 Урусихара Хандзо:) / Люцифер (яп. ルシフェル Русифэру) — один из генералов Короля демонов, прибыл в наш мир вместе с Орбой с целью победить Мао, однако потерпел поражение и стал жить в его доме. Является падшим ангелом. Поскольку его разыскивает полиция, из дома не выходит. Постоянно сидит в интернете и частенько покупает оттуда дорогие вещи, что очень злит Асию.
Сэйю: Хиро Симоно
Судзуно Камадзуки (яп. 鎌月 鈴乃 Камадзуки Судзуно) / Крестия Бэлл (яп. クレスティア・ベル Курэсутия Бэру) — соседка Мао и Асии. Постоянно помогала им с работой по дому и готовкой. Позже выясняется, что она инквизитор, прибывшая из Энте Исла с целью убить Садао. Впоследствии начинает проявлять к нему сочувствие и понимание, а после его «исповеди» на Энте Исла прощает его. Её оружие - огромный молот Сияние стали, превращающийся из её заколки. Носит традиционную одежду и придерживается старых обычаев, познала Японию по источникам, относящимся к эпохе Сёва. Нигде не работает, живёт за счёт сдачи реликвий из Энте Исла в ломбард. Очень сдержанная и вежливая девушка. Любит удон и мясо крокодила.
Сэйю: Канаэ Ито
Рика Судзуки (яп. 鈴木 梨香 Судзуки Рика) — коллега по работе и ближайшая подруга Эми. Очень любопытная, но вместе с тем добрая и позитивная девушка, а также верная и надёжная подруга. Уроженка Кобе, в маленьком возрасте пережила землетрясение в этом городе, не любит об этом вспоминать и говорить. Узнав правду об Энте Исла, приняла её, попросила Мао не стирать ей память и стала помогать уже в этих делах. Влюблена в Асию.
Сэйю: Асука Ниси
Маюми Кисаки (яп. 木崎 真弓 Кисаки Маюми) — начальница Мао и Тихо по работе. Поддерживает своих подчинённых, знает их сильные и слабые стороны, а также их предпочтения, пользуется уважением в коллективе. В будущем мечтает открыть своё кафе.
Сэйю: Юми Итияма
Эмерада Этува (яп. エメラダ・エトゥーヴァ Эмэрада Эту:ва) — одна из верных помощниц Эмилии на Энте Исла. По виду невысокая маленькая девочка с зелёными волосами, которая чаще всего находится в архивах Энте Ислы.
Сэйю: Адзуми Асакура
Альберт Энде (яп. アルバート・エンデ Аруба:то Эндэ) — второй верный помощник Эмилии. Ныне находится на Энте Исла вместе с Эмерадой. Высокий мускулистый мужчина со смуглой кожей.
Сэйю: Хироки Ясумото
Орба Мэйя (яп. オルバ・メイヤー Оруба Мэйя:) — один из помощников Эми, позже предал её и сговорился с Люцифером. Несмотря на свои преступления и манипуляции, избежал наказания и был выгорожен церковью.
Сэйю: Кацухиса Хоки
Мицуки Саруэ (яп. 猿江 三月 Саруэ Мицуки) / Сариэль (яп. サリエル Сариэру) — ангел прибывший на Землю с целью забрать святой меч у Эмилии, а затем убить Сатану. Обладает сиянием тяжких глаз павшего. В итоге был повержен Сатаной и по нелепому случаю оказался вновь на Земле, где его нашла начальница Мао в холодильнике. Затем Сариэль в неё влюбился и упорно добивался её внимания, но она так и не отвечает ему взаимностью.
Сэйю: Юити Игути
Мики Сиба (яп. 志波 美輝 Сиба Мики) — домовладелица дома, в котором живут Мао и Судзуно. Тучная женщина средних лет с серебряно-фиолетовыми волосами. Её вид вызывает дискомфорт у Мао, Асии и Урусихары. Иногда посылает им сообщения из разных частей света с предложениями подработки. Кажется осведомлённой о мире Энте Исла.
Сэйю: Кимико Сайто
Алас Рамус (яп. アラス・ラムス Арасу Рамусу) — "приёмная дочь" Мао и Эмилии. Маленькая девочка в жёлтом платье с длинными серебряно-фиолетовыми волосами. Появилась из плода, который был выброшен на Землю через портал из Энте Исла и который вырос из дерева, что росло в замке Сатаны. Является человеческим воплощением осколка Йесода - одной из Сефир (божественных сфер) Древа Жизни. Может сливаться с Мечом света Эмилии для его усиления.
Сэйю: Хина Кино
Аманэ Огуро (яп. 志大黑 天祢 О:гуро Аманэ) — племянница Мики, владелица пляжного домика в Тёси, работодательница Мао и компании на время ремонта их дома. Высокая смуглая женщина крепкого телосложения с длинными коричневыми убранными в хвост волосами. Обладает невероятной силой, способна с лёгкостью и в одиночку одолеть демонов и дать отпор ангелам. Вместе со своим отцом, одним из Сефир, является Стражей Земли. 
Сэйю: Юко Каида
Габриэль (яп. ガブリエル Габуриэру) — архангел из Энте Исла. Несмотря на то, что заявляет, что действует на благо Рая и во имя справедливости, преследует нечестивые цели. Создаёт проблемы Мао и Эмилии.
Сэйю: Такэхито Коясу
Рагуэль (яп. ラグエル Рагуэру) — архангел из Энте Исла, сообщник Габриэля.
Сэйю: Масая Мацукадзэ
Камаэль (яп. カマエル Камаэру) — архангел из Энте Исла, сообщник Габриэля.
Сэйю: Тикахиро Кобаяси
Лайла (яп. ライラ Раира) — архангел из Энте Исла, мать Эмилии. Спасла Сатану и обучила его, когда тот был ребёнком. Дала ему семя, из которого выросло дерево, что дало плод, из которого "родилась" Алас Рамус. Является объектом преследования Габриэля.
Сэйю: Кикуко Иноуэ
Камио (яп. カミーオ Ками:о) — демон из Энте Исла, правая рука и наместник Сатаны в его отсутствие. Выдающийся стратег и дипломат, что несвойственно для Преисподней и не способствует выживанию в ней, но всё же пользуется огромным уважением в мире демонов. Его способности помогли Сатане объединить разрозненные и воюющие между собой кланы и встать во главе всей Преисподней. Выглядит как чёрная птица в мускулистом человеческом теле, при недостатке магии превращается в маленькую чёрную птичку и приобретает речевой тик "чирик". 
Сэйю: Кэнити Огата

## Медиа-издания

### Ранобэ
Hataraku Maou-sama! изначально была серией ранобэ Сатоси Вагахары с иллюстрациями Онику. Вагахара написал первую историю под названием Maoujou wa Rokujō Hitoma! (яп. 魔王城は六畳一間! Мао:дзё: ва Рокудзё: Хитома!) для 17-й литературной премии Dengeki издательства ASCII Media Works в 2010 году. Она получила серебряный приз и была издана под издательским импринтом Dengeki Bunko.
| №  | Японский: дата публикации | Японский: ISBN         |
| -- | ------------------------- | ---------------------- |
| 1  | 10 февраля 2011 года      | ISBN 978-4-04-870270-6 |
| 2  | 10 июня 2011 года         | ISBN 978-4-04-870547-9 |
| 3  | 10 ноября 2011 года       | ISBN 978-4-04-870815-9 |
| 4  | 10 февраля 2012 года      | ISBN 978-4-04-886344-5 |
| 5  | 10 июня 2012 года         | ISBN 978-4-04-886654-5 |
| 6  | 10 октября 2012 года      | ISBN 978-4-04-886990-4 |
| 7  | 10 февраля 2013 года      | ISBN 978-4-04-891406-2 |
| 8  | 10 апреля 2013 года       | ISBN 978-4-04-891580-9 |
| 9  | 10 августа 2013 года      | ISBN 978-4-04-891854-1 |
| 10 | 10 декабря 2013 года      | ISBN 978-4-04-866161-4 |

### Манга
Манга-адаптация, иллюстрированная Акио Хиираги, начала выпускаться в феврале 2012 года в сёнэн журнале компании ASCII Media Works, Dengeki Daioh. Первый танкобон был выпущен 27 июня 2012 года. Спин-офф-манга под названием Hataraku Maou-sama! High School! (яп. はたらく魔王さま！ハイスクール！ Хатараку Мао:-сама хай суку:ру), иллюстрированная Куронэ Мисимой, начала выпускаться в июле 2012 года в журнале Dengeki Daioh компании ASCII Media Works. Первый танкобон был выпущен 26 января 2013 года. Антология ёнкома-манг была выпущена компанией ASCII Media Works 27 июня 2013 года.

### Аниме
Автор сценария аниме — Масахиро Ёкотани, дизайнер — Ацуси Икария. Funimation лицензировала аниме под названием The Devil is a Part-Timer!.
| №  | Title | Дата оригинального показа |
| -- | --- | ------------------------- |
| 01 | Король демонов оказывается в Сасадзуке «Мао:, Сасадзука ни тацу» (魔王、笹塚に立つ)                                                        | 4 апреля 2013 г.          |
| 02 | Герой предпочитает работу и остаётся в замке Короля Демонов «Ю:ся, сигото ю:сэн дэ мао:дзё: ни томару» (勇者、仕事優先で魔王城に泊まる)    | 11 апреля 2013 г.         |
| 03 | Король демонов устраивает свидание с подчинённой в Синдзюку «Мао:, Синдзюку дэ ко:хай то дэ:то суру» (魔王、新宿で後輩とデートする)        | 18 апреля 2013 г.         |
| 04 | Герой ощущает тепло в сердце «Ю:ся, кокоро но ататакаса ни фурэру» (勇者、心の温かさに触れる)                                              | 25 апреля 2013 г.         |
| 05 | Король демонов и герой спасают Сасадзуку «Мао:, то Ю:ся, Сасадзука о сукуу» (魔王と勇者、笹塚を救う)                                       | 2 мая 2013 г.             |
| 06 | Король демонов поднимается по школьной лестнице «Мао:, гакко: но кайдан о нобору» (魔王、学校の階段を昇る)                                 | 9 мая 2013 г.             |
| 07 | Королю демонов помогает по хозяйству соседка «Мао:, киндзёдзукиай дэ какэй о тасукэрарэру» (魔王、近所付き合いで家計を助けられる)          | 16 мая 2013 г.            |
| 08 | Герой влезает в сражение «Ю:ся, сюраба ни тоцуню: суру» (勇者、修羅場に突入する)                                                           | 23 мая 2013 г.            |
| 09 | Герой испытывает сражение на себе «Ю:ся, сюраба о кэйкэн суру» (勇者、修羅場を経験する)                                                    | 30 мая 2013 г.            |
| 10 | Король демонов и герой необычно проводят время «Мао: то Ю:ся, ицумо то тигатта нитидзё: о сугосу» (魔王と勇者、いつもと違った日常を過ごす) | 6 июня 2013 г.            |
| 11 | Герой остаётся верна своим убеждениям «Ю:ся, онорэ но синнэн о цурануку» (勇者、己の信念を貫く)                                            | 13 июня 2013 г.           |
| 12 | Король демонов исполняет свой долг «Мао:, онорэ сёкусэки о хатасу» (魔王、己の職責を果たす)                                                | 20 июня 2013 г.           |
| 13 | Король демонов и герой рьяно берутся за работу «Мао: то Ю:ся, матто: ни сигото ни хагэму» (魔王と勇者、真っ当に仕事に励む)                 | 27 июня 2013 г.           |